# Lax (EP)
Lax (stylizowany zapis: LAX) – EP-ka Moniki Brodki, wydana 30 maja 2012 roku przez wydawnictwo muzyczne Kayax. Minialbum zawiera 2 premierowe piosenki wokalistki oraz po dwa remiksy tych utworów. Wydawnictwo promował singel „Varsovie”, do którego nakręcono teledysk w reżyserii Antoniego Nykowskiego. EP-ka była na początku dostępna wyłącznie w formie cyfrowej, ale na prośbę fanów 4 grudnia płyta została wydana na CD/DVD i LP.

## Lista utworów
Opracowano na podstawie materiału źródłowego.
CD:
1. „Dancing Shoes”
2. „Varsovie”
3. „Dancing Shoes” (Kamp! remix)
4. „Varsovie” (Auer remix)
5. „Dancing Shoes” (Greg Kozo remix)
6. „Varsovie” (Bueno Bros. remix)

DVD:
1. „Varsovie”
2. „Dancing Shoes” (Kamp! remix)
3. „Dancing Shoes”